# Magic of the Dance
Magic of the Dance  um espetáculo de dança criado em 1999 por Michael Donnellan. Tornou-se um fenômeno global, incluindo os mais rápidos sapateadores irlandeses do mundo, incluindo o líder e coreógrafo Michael Donnellan. A produção alterna momentos românticos, graves e hilariantes.
O espetáculo debutou no Reino Unido em 2004, após correr o mundo.